# Pierre Lombard-Lachaux
Pour les articles homonymes, voir Lombard et Lachaux.
Pierre Lombard-Lachaux, né le 4 juin 1744 à Beaufort-sur-Gervanne (province du Dauphiné, actuel département de la Drôme), mort le 15 août 1807 à Crest (département de la Drôme), est un homme politique de la Révolution française.

## Biographie
Né dans le Dauphiné, l'existence pré-révolutionnaire de Lombard-Lachaux est obscure. Pour les uns, il est prêtre catholique avant de se défroquer lors de la Révolution française et de se prétendre pasteur protestant. D'autres ont soutenu qu'il était en fait un simple garçon tailleur effectuant son tour de France.
Il s'installe à Orléans et devient l'un des patriotes les plus fougueux de cette ville, dont il devient finalement maire en 1792. Il occupe ces fonctions lorsque Léonard Bourdon se rend dans sa ville le 16 septembre 1792, après les massacres de Septembre dans la capitale, afin d'assassiner les prisonniers de la Haute Cour nationale. Ces exécutions n'ont pas lieu faute de prisonniers. En revanche les hommes de Bourdon brûlent des maisons de prétendus aristocrates et tuent cinq d'entre eux. Le maire n'aurait pas tenté de les sauver et même au contraire encouragé au meurtre en empêchant la troupe de calmer la foule en furie. D'autres auteurs signalent à l'inverse son rôle modérateur lors de cet épisode.
En septembre 1792, Pierre Lombard-Lachaux est élu député du Loiret, le cinquième sur neuf, à la Convention nationale. 
Il siège sur les bancs de la Plaine. Lors du procès de Louis XVI, il vote la mort, se prononce contre l'appel au peuple mais en faveur du sursis à l'exécution de la peine. En avril 1793, il est absent lors du scrutin sur la mise en accusation de Jean-Paul Marat. En mai, il est également absent lors du scrutin sur le rétablissement de la Commission des Douze. En brumaire an II (novembre 1793), il abdique ses fonctions religieuses. 
En mars 1793, Pierre Lombard-Lachaux est envoyé en mission dans les départements de l'Aude et de la Haute-Garonne, aux côtés de Jean-Baptiste Mailhe, afin d'y accélérer la levée en masse décrétée en février. 
Le 23 janvier 1794, il fait décréter en tant que rapporteur du comité des Finances la distribution d'une somme de cent mille livres aux théâtres parisiens ayant joué pour le peuple. Après la chute de Robespierre, Lombard-Lachaux reste fidèle à la Montagne et prend la défense de Robert Lindet, attaqué par les thermidoriens. 
Non réélu en 1795, il est nommé par le Directoire dans les bureaux du ministère des Finances, où il entre comme chef de la division des Finances. Il réapparaît en 1799 comme fournisseur auprès des Hôpitaux de la République, puis comme professeur dans une école centrale parisienne. Le coup d'État du 18 brumaire lui permet de devenir conseiller de préfecture de la Drôme, poste qu'il ne garde visiblement pas longtemps. 
Il se rétablit en 1802 comme pasteur à Crest, dans son Dauphiné natal, et meurt cinq ans plus tard dans sa soixante-quatrième année.

## Sources
- « Pierre Lombard-Lachaux », dans Adolphe Robert et Gaston Cougny, Dictionnaire des parlementaires français, Edgar Bourloton, 1889-1891 [détail de l’édition]

- Joseph Fr. Michaud, Louis Gabriel Michaud, Biographie universelle, ancienne et moderne, Volume 72